# Élections municipales de 2008 dans le Jura
Les élections municipales se sont déroulées les 9 et 16 mars 2008 dans le Jura.

## Principaux résultats

### Arbois
- Maire sortant : Raymond Page (UMP)
- 27 sièges à pourvoir au conseil municipal (population légale 1999 : 3 698 habitants)
- 15 sièges à pourvoir au conseil communautaire (CC Arbois, Poligny, Salins, Cœur du Jura)

| Tête de liste  | Tête de liste    | Liste          | Premier tour | Premier tour | Sièges | Sièges |
| Tête de liste  | Tête de liste    | Liste          | Voix         | %            | CM     | CC     |
| -------------- | ---------------- | -------------- | ------------ | ------------ | ------ | ------ |
|                | Bernard Amiens * | DVD            | 998          | 51,02        | 21     | 12     |
|                | Norbert Maire    | DVG            | 722          | 36,91        | 5      | 2      |
|                | Monique Calame   | DVD            | 236          | 12.07        | 1      | 1      |
| Inscrits       | Inscrits         | Inscrits       | 2 658        | 100,00       |        |        |
| Abstentions    | Abstentions      | Abstentions    | 629          | 23,66        |        |        |
| Votants        | Votants          | Votants        | 2 029        | 76,34        |        |        |
| Blancs et nuls | Blancs et nuls   | Blancs et nuls | 73           | 3,60         |        |        |
| Exprimés       | Exprimés         | Exprimés       | 1 956        | 96,40        |        |        |

### Champagnole
- Maire sortant :  Jean Charroppin (UMP)
- 29 sièges à pourvoir au conseil municipal (population légale 2006 : 8 135 habitants)
- 21 sièges à pourvoir au conseil communautaire (CC Champagnole Nozeroy Jura)

|                | Clément Pernot    | UMP            | 2 197 | 56,51  | 23 | 18 |  |  |
|                | Jean-Louis Duprez | DVG            | 1 691 | 43,49  | 6  | 3  |  |  |
|                |                   |                |       |        |    |    |  |  |
| Inscrits       | Inscrits          | Inscrits       | 6 053 | 100,00 |    |    |  |  |
| Abstentions    | Abstentions       | Abstentions    | 1 861 | 30,75  |    |    |  |  |
| Votants        | Votants           | Votants        | 4 192 | 69,25  |    |    |  |  |
| Blancs et nuls | Blancs et nuls    | Blancs et nuls | 304   | 7,25   |    |    |  |  |
| Exprimés       | Exprimés          | Exprimés       | 3 888 | 92,75  |    |    |  |  |

### Dole
- Maire sortant :  Gilbert Barbier (UMP)
- 34 sièges à pourvoir au conseil municipal (population légale 2006 : 24 606 habitants)
- 34 sièges à pourvoir au conseil communautaire (CA Grand Dole)

|                          | Gilbert Barbier *        | UMP                      | 4 309  | 46,92 | 4 801  | 47,41 | 8  | 8  |  |  |  |  |  |
|                          | Jean-Claude Wambst       | PS-PCF-LV                | 3 739  | 40,71 | 5 325  | 52,59 | 26 | 26 |  |  |  |  |  |
|                          | Josette Chasseur         | MoDem                    | 682    | 7,43  |        |       |    |    |  |  |  |  |  |
|                          | Dominique Revoy          | LO                       | 454    | 4,94  |        |       |    |    |  |  |  |  |  |
|                          |                          |                          |        |       |        |       |    |    |  |  |  |  |  |
| Votes valides            | Votes valides            | Votes valides            | 9 184  | 96,64 | 10 126 | 97,23 |    |    |  |  |  |  |  |
| Votes blancs ou nuls     | Votes blancs ou nuls     | Votes blancs ou nuls     | 319    | 3,36  | 289    | 2,77  |    |    |  |  |  |  |  |
| Abstention               | Abstention               | Abstention               | 5 828  | 38,01 | 4 916  | 32,07 |    |    |  |  |  |  |  |
| Inscrits / participation | Inscrits / participation | Inscrits / participation | 15 331 | 61,99 | 15 331 | 67,93 |    |    |  |  |  |  |  |

### Lons-le-Saunier
- Maire sortant : Jacques Pélissard (UMP)
- 33 sièges à pourvoir au conseil municipal (population légale 2006 : 17 879 habitants)

| Tête de liste  | Tête de liste       | Liste          | Premier tour | Premier tour | Sièges |  |
| Tête de liste  | Tête de liste       | Liste          | Voix         | %            | CM     |  |
| -------------- | ------------------- | -------------- | ------------ | ------------ | ------ |  |
|                | Jacques Pélissard * | UMP            | 3 739        | 55,48        | 26     |  |
|                | Christophe Perny    | UG             | 2384         | 35,38        | 6      |  |
|                | Bernard Roux        | DVD            | 616          | 9,14         | 1      |  |
| Inscrits       | Inscrits            | Inscrits       | 11 953       | 100,00       |        |  |
| Abstentions    | Abstentions         | Abstentions    | 4922         | 41,18        |        |  |
| Votants        | Votants             | Votants        | 7 031        | 58,82        |        |  |
| Blancs et nuls | Blancs et nuls      | Blancs et nuls | 292          | 4,15         |        |  |
| Exprimés       | Exprimés            | Exprimés       | 6 739        | 95,85        |        |  |